# Бунтовник без разлога
Бунтовник без разлога (енгл. Rebel Without a Cause) је америчка филмска драма снимљена 1955. године у режији Николаса Реја. Протагонисти - које тумаче Џејмс Дин, Натали Вуд и Сал Минео - су троје тинејџера из средње класе који се не могу прилагодити друштвеним нормама и своју фрустрацију исказују кроз неодговорно и антисоцијално понашање. Бунтовник без разлога је био претпоследњи филм у каријери Џејмса Дина, који је погинуо месец дана пре премијере у околностима које су га учиниле једном од највећих икона у историји филма. Сам филм је, пак, значајан због тога што се први позабавио феноменом малолетничке деликвенције у релативно ситуираним предграђима послератне Америке, односно почео указивати на све већи генерацијски јаз између деце и родитеља. Филм је звездама учинио и Динове партнере Натали Вуд и Минеа који су, иако много година касније, и сами скончали живот у трагичним околностима; мала улога Гуна је, пак, представљала деби за касније познатог глумца Дениса Хопера.

## Радња
Породица Старк мора се преселити због проблема адолесцента Џима, који се зближава с Џуди и сензибилним младићем Платом. Иако му саветник за младе Реј истински жели помоћи, Џим, жељан породичне љубави, не може да се скраси у новој средини и нема снаге да одбије и најбесмисленије изазове за доказивање храбрости.

## Критика
Натали Вуд, Сал Минео и Николас Реј номиновани су за награду Академије за своје улоге у филму Rebel without a cause који је у домаћим и иностраним пројекцијама прикупио 7.197.000 долара, чинећи га за Warner Bros. ' друго највеће извлачење новца те године. Филм се отворио за мешовите критике када је објављен 27. октобра 1955, мање од месец дана након што је умро Џејмс Дин, за чије су перформансе хвалили филмски критичари (30. септембра). Вилијам Зинсер, међутим, написао је језиву критику Rebel without a cause  у својој колумни у New York Herald Tribune, закључујући свој резиме заплетом филма речима: "Све ово траје два сата, али изгледа више као два дана. Филм је написан и делује тако нестручно, режирано тако тромо, да ће овде бити изостављена сва имена, осим једног. Изузетак је Дин, млади надарени глумац који је погинуо прошлог месеца. Његов ретки таленат и привлачна личност чак блистају кроз ову туробну мелодраму."
Бозли Краутер, пишући у New York Times-у, описао је Rebel without a cause као "насилну, бруталну и узнемирујућу" и као претеран графички приказ тинејџера и њихових "чудних начина". Он се осврнуо на "застрашујући двобој са прекидачима", "бруталну сцену" и "шокантну презентацију" трке у украденим аутомобилима. Иако је признао да у филму постоје моменти тачности и истине, сматрао их је „мучним“ и открио „сликовну глаткоћу“ у продукцијској употреби процеса Cinema Scope и његовог снимања у формату широког екрана, а глаткост коју је изјавио је у супротности са реализмом Рејове режије. Краутер није био импресиониран глумом Џејмса Дина и цитирао је разне начине за које је веровао да их је Дин копирао од Марлона Бранда, тврдећи да "никада нисмо видели извођача који тако јасно прати туђи стил" и називајући Диново тумачење улоге Џима Старка "неспретним приказом. "
Роберт Ј. Ландри, тадашњи уредник магазина Variety, написао је рецензију објављену 26. октобра. Rebel without a cause је описао као "прилично узбудљиву, суспендивну и провокативну, мада и повремено надувену, мелодраму несрећних младића на другом делу преступништва. ". За разлику од неких филмских критичара, Ландри је сматрао да је Џејмс Дин, под утицајем режије Николаса Реја, углавном ослободио своје глуму маниризма карактеристичних за стил Марлона Бранда, и да је његов наступ у филму био „веома ефективан“. Похвалио је Диново тумачење неприлагођеног тинејџера, констатујући да је његова способност "да уђе у кожу" свог лика као нешто што се често не сусреће.
Врло утицајна суморна мелодрама није само пресудна у стварању легенде о Џејмсу Дину, него и парадигматичан пример једног типа расположења те обраде теме бунтовних тинејџера у америчком и европском филму што је после нашло одјек и у новом таласу кинематографије. Посебно је важно и сматрано смештање делинквенције у средњи друштвени слој, а критика је истицала дојмљиву опресивну атмосферу која гуши јунака привлачног разним слојевима адолесцената широм света. Често су хваљени Џејмс Дин и други глумци (Натали Вуд, Сал Минео) те суптилна карактеризација емоционално и сексуално фрустрираних ликова адолесцената. Редитељ је доказао вештину приповедања богатог конотацијама, због које је посебно хваљен у европској филмској критици.

## Награде и номинације
За Оскара су номиновани у категоријама:
- Оскар за најбољег споредног глумца, Сал Минео
- Оскар за најбољу споредну глумицу, Натали Вуд
- Оскар за изворну причу, Николас Реј